# Tobi Kooiman
Tobi Kooiman (1989) is een Nederlandse cabaretier en wiskundige.
Hij won in 2019 de publieksprijs bij cabaretfestival Cameretten en debuteerde in 2021 met de soloshow Best Of, in het theater en op BNNVARA en NPO Start.
In 2024 was hij in het tv-programma Onderaan de streep de sidekick van Astrid Joosten.
Momenteel en nog tot en met mei 2026 staat hij in de theaters met zijn 2e voorstelling, Best Of 3.